# Triple saut masculin aux championnats du monde d'athlétisme en salle 2016
Pour un article plus général, voir Championnats du monde d'athlétisme en salle 2016.
Navigation
2014 2018
Le concours du triple saut masculin des Championnats du monde en salle 2016 s'est déroulé le 19 mars 2016 à Portland, aux États-Unis.

## Faits marquants
Le meilleur performeur de l'année, Dong Bin, prend la tête dès le premier essai avec 17,18 m, suivi du champion d'Europe en titre Benjamin Compaoré qui réalise 17,00 m au 2e essai. Après le 3e essai, les huit meilleurs ont droit à deux essais supplémentaires, l'Allemand Max Hess passe de la 8e à la 2e place en produisant un record personnel à 17,14 m. Compaoré améliore sa meilleure marque au 5e essai (17,04 m) et reste 3e, tandis que le Chinois consolide sa 1re place avec 17,33 m.
Les 4 meilleurs ont droit à un 6e et dernier essai, au cours duquel le Français passe à 17,09 m.

## Meilleures performances mondiales en 2016
Les meilleures performances mondiales en 2016 (top 5) avant les Championnats du monde en salle sont :
|   | Athlète        | Pays       | Marque  | Lieu         | Date            |
| - | -------------- | ---------- | ------- | ------------ | --------------- |
| 1 | Dong Bin       | Chine      | 17,41 m | Nanjing      | 29 février 2016 |
| 2 | Chris Carter   | États-Unis | 17,06 m | Portland     | 12 mars 2016    |
| 3 | Eric Sloan     | États-Unis | 17,03 m | Fayetteville | 13 février 2016 |
| 4 | Max Hess       | Allemagne  | 17,00 m | Leipzig      | 28 février 2016 |
| 5 | Alexis Copello | Cuba       | 16,99 m | Mogilev      | 21 février 2016 |

## Médaillés
| Or       | Argent  | Bronze            |
| Dong Bin | Max Heß | Benjamin Compaoré |

## Résultats

### Finale
| Rang               | Athlète           | Pays        | Essais | Essais | Essais | Essais | Essais | Essais | Marque | Notes |
| Rang               | Athlète           | Pays        | 1      | 2      | 3      | 4      | 5      | 6      | Marque | Notes |
| ------------------ | ----------------- | ----------- | ------ | ------ | ------ | ------ | ------ | ------ | ------ | ----- |
| Médaille d'or      | Dong Bin          | Chine       | 17,18  | 16,20  | 17,29  | 16,98  | 17,33  | x      | 17,33  |       |
| Médaille d'argent  | Max Heß           | Allemagne   | 16,25  | 16,37  | x      | 17,14  | x      | 17,14  | 17,14  | PB    |
| Médaille de bronze | Benjamin Compaoré | France      | 16,77  | x      | 17,00  | -      | 17,04  | 17,09  | 17,09  | SB    |
| 4                  | Nelson Évora      | Portugal    | x      | 16,66  | 16,63  | 16,89  | 16,89  | x      | 16,89  | SB    |
| 5                  | Omar Craddock     | États-Unis  | 16,58  | 16,33  | -      | 16,52  | 16,87  |        | 16,87  |       |
| 6                  | Tosin Oke         | Nigeria     | 16,73  | 16,65  | x      | x      | 16,64  |        | 16,73  |       |
| 7                  | Pablo Torrijos    | Espagne     | 16,16  | 16,20  | 16,51  | 16,30  | 16,67  |        | 16,67  |       |
| 8                  | Nazim Babayev     | Azerbaïdjan | x      | 16,36  | 16,07  | 16,43  | 16,41  |        | 16,43  |       |
| 9                  | Harold Correa     | France      | 16,12  | 16,30  | x      |        |        |        | 16,30  |       |
| 10                 | Marian Oprea      | Roumanie    | 16,05  | 15,98  | 16,27  |        |        |        | 16,27  |       |
| 11                 | Chris Benard      | États-Unis  | 16,14  | x      | 16,15  |        |        |        | 16,15  |       |
| 12                 | Alphonso Jordan   | États-Unis  | 16,11  | x      | 15,99  |        |        |        | 16,11  |       |
| 13                 | Jonathan Drack    | Maurice     | 16,04  | x      | 15,82  |        |        |        | 16,04  |       |
| 14                 | Olu Olamigoke     | Nigeria     | 13,73  | 15,59  | 15,94  |        |        |        | 15,94  |       |
| 15                 | Roman Valiyev     | Kazakhstan  | x      | 15,54  | x      |        |        |        | 15,54  |       |
| 16                 | Yordanys Durañona | Dominique   | 15,27  | x      | -      |        |        |        | 15,27  |       |

## Légende
Records et Performances
- AR : Record continental (area record)
- CR : Record des championnats (championship record)
- MR : Record du meeting (meet record)
- NR : Record national (national record)
- OR : Record olympique (olympic record)
- PR : Record paralympique (paralympic record)
- PB : Record personnel (personal best)
- SB : Meilleure performance personnelle de la saison (season's best)
- WL : Meilleure performance mondiale de l'année (world leader)
- WJR : Record du monde junior (world junior record)
- WR : Record du monde (world record)

Circonstances et Conditions
- DNF : N'a pas terminé (did not finish)
- DNS : N'a pas pris le départ (did not start)
- DQ : Disqualification (disqualification)
- NM : Aucun essai valable enregistré (No Mark)
- Q : Qualifié « directement » au prochain tour (ou à la prochaine compétition), lors d'une compétition majeure, grâce au classement ou à la réalisation des minima (automatic qualifier)
- q : Qualifié au prochain tour (ou à la prochaine compétition), lors d'une compétition majeure, grâce au repêchage ou à la réalisation de l'une des meilleures performances parmi celles des « non qualifiés directement » (grâce au meilleur temps ou à la meilleure distance par exemple) (secondary qualifier)